# Katangacris
Katangacris is een geslacht van rechtvleugeligen uit de familie Pyrgomorphidae. De wetenschappelijke naam van dit geslacht is voor het eerst geldig gepubliceerd in 1964 door Kevan & Akbar.

## Soorten
Het geslacht Katangacris  is monotypisch en omvat slechts de volgende soort:
- Katangacris enigmatica (Kevan & Akbar, 1964)